# Acanthosepion ellipticum
Acanthosepion ellipticum (лат.) — вид головоногих из рода Acanthosepion семейства настоящие каракатицы отряда каракатицы.
Достигают половой зрелости при длине 9,9 см. Максимальная длина взрослой особи 17,5. Обитает в Индо-Западной части Тихого океана: Австралия, Новая Гвинея, Южно-Китайское море и, возможно, Филиппины. Донное животное, встречается на глубине от 10 до 142 м. Безвреден для человека и не является объектом промысла. Для оценки охранного статуса недостаточно данных.